# كيلي د. باترسون
كيلي د. باترسون (بالإنجليزية: Kelly D. Patterson)‏ هو عالم سياسة أمريكي، ولد في 1958.